# 완도해양경찰서
완도해양경찰서(莞島海洋警備安全署, Wando Coast Guard)는 해상경비, 해양안전 관리, 해상치안질서 유지, 해양오염 방지 등의 업무를 수행하기 위하여 설립된 대한민국 해양경찰청 서해지방해양경찰청 소속의 특별지방행정기관이다. 서장은 총경으로 보한다. 전라남도 완도군 완도읍 중앙길 93(군내리 145-1)에 위치하고 있다.

## 조직
| - 경무기획과 - 경무기획계 - 청문감사계 - 경리계 - 경비구난과 - 경비구난계 - 상황실 - 122구조대 | - 해상안전과 - 안전관리계 - 교통레저계 - 장비관리과 - 정비계 - 보급계 - 정보통신계 | - 수사과 - 수사계 - 형사계 - 기획수사계 - 정보과 - 정보계 - 보안계 - 외사계 | - 해양오염방제과 - 방제계 - 예방지도계 |

## 소속기관
| - 완도파출소 - 완도1출장소 - 완도2출장소 - 청산출장소 - 노화파출소 - 보길출장소 - 넙도출장소 - 산양진출장소 - 소안출장소 | - 마량파출소 - 당목출장소 - 금일출장소 - 사초출장소 - 옹암출장소 - 회진파출소 - 수문출장소 - 장환출장소 - 삭금출장소 - 금당출장소 | - 땅끝파출소 - 북평출장소 - 어란출장소 - 어불도출장소 - 구성출장소 |

## 보유 함정

### 경비함정
| 300톤급 경비함 - 323함 250톤급 경비함 - 278함(해우리28호) - 279함(해우리29호) | 50톤급 경비정 - P-51정 - P-56정 - P-57정 - P-66정 - P-87정 - P-112정 | 30톤급 형사기동정 - P-133정 |

### 특수함정
| 3톤급 순찰정 - S-15정 - S-18정 - S-21정 - S-26정 - S-36정 | 방제정 - 방제1호정 - 방제 S-15정 |

### 기타함정
바지정
- 바지-37호정
- 바지-38호정

### 연안구조장비
| 1톤급 소형 고속제트보트 - 완도 01호 - 완도 02호 - 완도 03호 - 완도 04호 | 2톤급 이상 중형 고속제트보트 - 완도 5호 수상 오토바이 - 완도 01호 - 122 구조대 고속단정 |